# 塩化チオニル
塩化チオニル（えんかチオニル、thionyl chloride）とは、亜硫酸の酸塩化物に相当する無機化合物で、化学式SOCl2、分子量118.97、融点-104.5℃、沸点76℃、比重1.65g/cm3の液体であり、発煙性や刺激臭を有する。CAS登録番号は[7719-09-7]。塩化スルフィニル(sulfinyl chloride)とも呼ばれる。毒物及び劇物取締法により劇物に指定されている。また化学兵器の禁止及び特定物質の規制等に関する法律（平成七年四月五日法律第六十五号）により第二種指定物質として指定されている。

## 性質
塩化チオニルは、ベンゼン、クロロホルム、四塩化炭素には溶ける。水に対しては激しく発熱しながら反応し、二酸化硫黄 SO2 と塩化水素 HCl になる。また無水の金属ハロゲン化物を作る際の脱水剤やカルボン酸およびアルコールの塩素化によく用いられる。
{\displaystyle {\ce {FeCl3\cdot 6H2O\ +6SOCl2->FeCl3\ +6SO2\ +12HCl}}}
{\displaystyle {\ce {RCOOH\ + SOCl2 -> RCOCl\ + SO2\ + HCl}}}
{\displaystyle {\ce {ROH\ + SOCl2 -> RCl\ + SO2\ + HCl}}}
特に他のハロゲン化剤と異なり、反応後の生成物が HCl や SO2 などガスであることと、塩化チオニル自身が低沸点であることから反応系外に除去することが容易である。それゆえ実験室におけるヒドロキシ基の塩素化に好んで用いられる。
また、塩化チオニルによるアルコールの塩素化は、他の塩素化剤とは異なり反応機構はSN1反応でもSN2反応でも進行しないことが知られており、ワルデン反転せずに立体保持で反応が進行する。その際の反応機構として四員環遷移状態が提唱されている。
このような分子内置換反応の機構は、SNi機構と呼ばれる。
沸点以上の140 ℃以上に加熱すると分解し始め、500 ℃になると完全に分解する。この時、二酸化硫黄SO2、二塩化二硫黄S2Cl2、塩素Cl2を生じる。
{\displaystyle {\ce {4SOCl2 -> 2SO2 + S2Cl2 + 3Cl2}}}

## 製法
塩化チオニルは二酸化硫黄 SO2 と五塩化リン PCl5 を反応させ、副生する塩化ホスホリル POCl3 と分留すると得られる。
{\displaystyle {\ce {SO2 + PCl5 -> SOCl2 + POCl3}}}
また、四塩化硫黄SCl4(あるいは、二塩化硫黄SCl2と塩素Cl2または二塩化二硫黄S2Cl2と塩素Cl2の混合物)と二酸化硫黄SO2の混合物を活性炭触媒下で反応させ、生成物を蒸留しても得られる。この方法は上記の反応よりも純度が高い。
{\displaystyle {\ce {SO2 + SCl4 -> 2SOCl2}}}
{\displaystyle {\ce {SO2 + SCl2 + Cl2 -> 2SOCl2}}}
{\displaystyle {\ce {2SO2 + S2Cl2 + 3Cl2 -> 4SOCl2}}}

工業的には二塩化硫黄 SCl2 を三酸化硫黄 SO3または発煙硫酸あるいはクロロスルホン酸ClSO3Hで酸化して製造される。特に後の二者は塩化アンチモン等を触媒とすると反応しやすい。
{\displaystyle {\ce {SCl2 + SO3 -> SOCl2 + SO2}}}
{\displaystyle {\ce {SCl2 + ClSO3H -> SOCl2 + SO2 + HCl}}}